# Cippi Melkarta

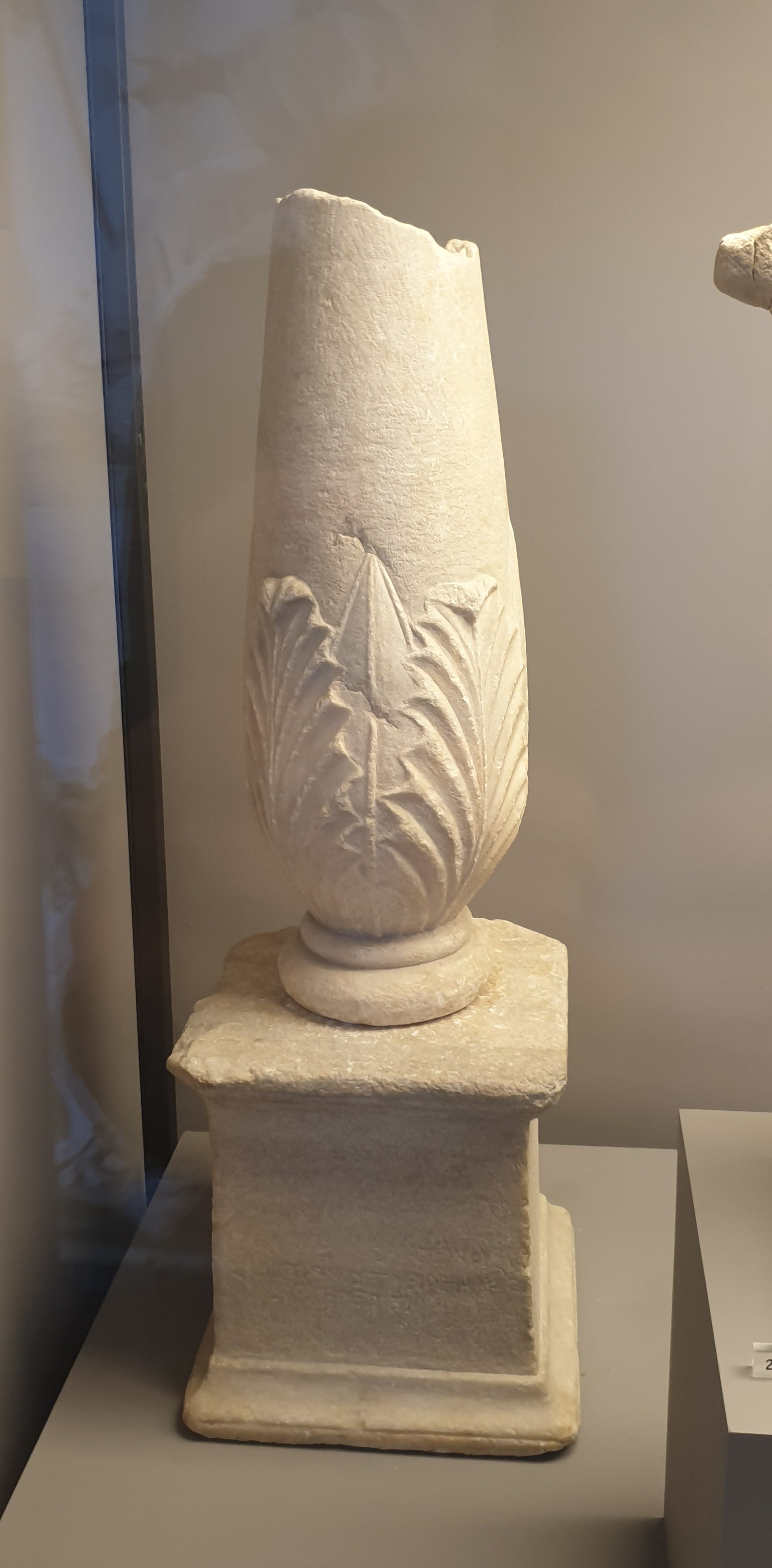
Maltański cippus na wystawie w Rzymie

Cippi Melkarta – para fenickich marmurowych cippi, które zostały odkryte na Malcie w nieudokumentowanych okolicznościach, i które datowane są na II wiek p.n.e. Są to wota dla boga Melkarta i są opisane w dwóch językach, starożytnej grece i fenickim, i w dwóch pismach – odpowiednio greckim i fenickim. Odkryto je pod koniec XVII wieku, a identyfikacja ich inskrypcji w liście z 1694 roku uczyniła z nich pierwsze pismo fenickie zidentyfikowane i opublikowane w czasach nowożytnych. Ponieważ przedstawiają zasadniczo ten sam tekst (z pewnymi drobnymi różnicami), cippi dostarczyły klucza do współczesnego zrozumienia języka fenickiego. W 1758 roku francuski uczony Jean-Jacques Barthélemy oparł się na ich inskrypcji, która wykorzystała 17 z 22 liter alfabetu fenickiego, aby rozszyfrować nieznany język.
Tradycję, że cippi znaleziono w Marsaxlokk wywnioskowano jedynie z ich dedykacji Heraklesowi, którego świątynię na Malcie od dawna identyfikowano ze szczątkami w Tas-Silġ. W roku 1782 wielki mistrz zakonu szpitalników Emmanuel de Rohan-Polduc podarował jeden z cippi królowi Francji Ludwikowi XVI. Ten cippus znajduje się obecnie w muzeum w Luwrze w Paryżu, podczas gdy drugi pozostaje w Muzeum Archeologicznym w Valletcie. Inskrypcja znana jest jako KAI 47.

## Opis i historia

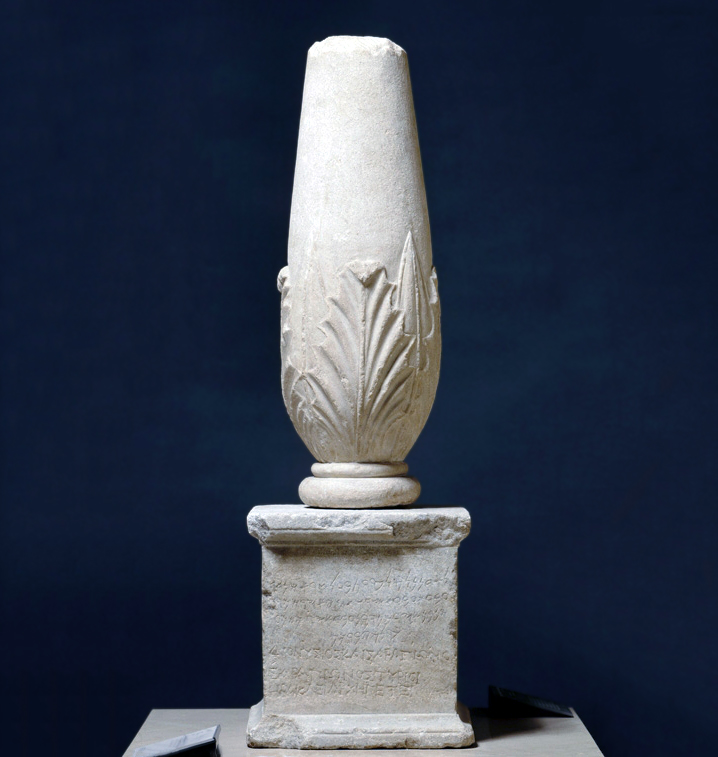
Cippus z Luwru

Znaczenie cippi dla archeologii maltańskiej jest nieocenione. Na poziomie międzynarodowym już w XVIII i XIX wieku odegrały znaczącą rolę w rozszyfrowywaniu i badaniu języka fenickiego. Ich znaczenie dla filologii fenickiej i punickiej było tak duże, że napisy na cippi stały się znane jako Inscriptio melitensis prima bilinguis (łac. : pierwszy dwujęzyczny napis maltański) lub Melitensis prima (pierwszy język maltański).
Cippus (l.mn. cippi) to mała kolumna. Cippi służyły jako kamienie milowe, pomniki nagrobne, znaczniki lub ofiary wotywne. Najwcześniejsze cippi miały sześcienny kształt i były rzeźbione z piaskowca. Pod koniec V wieku p.n.e. stały się one delikatnie zaostrzonymi według mody greckiej stelae. Maltański marmurowy cippus ma w najwyższym punkcie wysokość 96,5 cm i jest złamany u góry. Cippus w Luwrze ma w najwyższym punkcie 1,05 m wysokości, 34 cm szerokości i 31 cm grubości. Artefakty są wyrzeźbione w białym marmurze, kamieniu, który nie występuje naturalnie na wyspach maltańskich. Ponieważ jest mało realne, aby wykwalifikowani rzeźbiarze w marmurze byli dostępni na wyspie, prawdopodobnie zostały one importowane w stanie gotowym. Inskrypcje w imieniu dwóch darczyńców, Abdosira i Osirxamara zostały jednak prawdopodobnie wyryte na Malcie. Sądząc po nazwiskach na głównej inskrypcji, pochodzili oni z Tyru. Dodanie streszczenia dedykacji w języku greckim, z imionami dedykatorów i Melkarta, podanymi w ich zhellenizowanych wersjach, potwierdza istnienie i wpływy kultury hellenistycznej. Dodatkowo, choć Malta była kolonizowana przez Fenicjan od VIII wieku p.n.e., to od II wieku Wyspy Maltańskie były pod okupacją rzymską. Użycie pisma fenickiego również potwierdza przetrwanie kultury i religii fenickiej na wyspach.
Chociaż cippi nierzadko mają dedykacje, cippi Melkarta mają niezwykłą konstrukcję, ponieważ składają się z dwóch części. Podstawa lub cokół to prostokątny blok z listwami na górze i na dole. Z przodu znajdują się inskrypcje w języku greckim i fenickim, trzy wiersze w języku greckim i cztery w języku fenickim. Napisy są lekko wcięte. Na podstawie wspierają się filary, które są interpretowane jako kandelabry. Ich dolne partie zdobią płytkie płaskorzeźby liści akantu. Różnice kaligraficzne w rytym tekście, różne umiejscowienie słów oraz różnice w głębokości płaskorzeźby i sztukaterii sugerują, że te dwa cippi to oddzielne dary, a noszące ten sam napis, ponieważ darczyńcami byli bracia.
Kiedy grecka inskrypcja została w 1853 roku opublikowana w trzecim tomie Corpus Inscriptionum Graecarum, cippi zostały opisane jako odkryte w nadmorskiej wiosce Marsaxlokk. Wcześniej nikt nie sugerował ich pochodzenia z Marsaxlokk, a ponad sto lat później stwierdzenie to zostało zdyskredytowane. Przyporządkowanie do Tas-Silġ najwyraźniej osiągnięto przez wnioskowanie, ponieważ uważano, z pewnym prawdopodobieństwem, że kandelabry zostały darowane i ustawione w świątyni Heraklesa.

### Inskrypcje nacippi

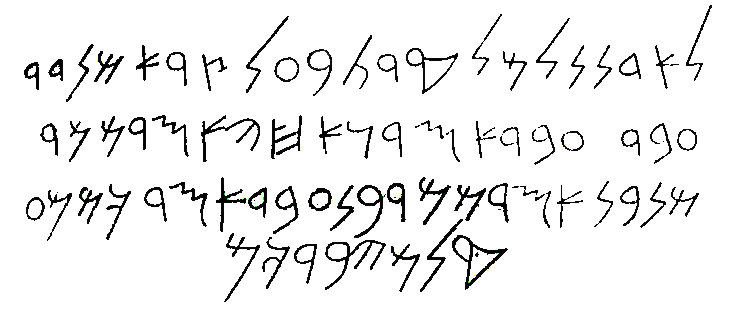
Inskrypcja na cippus z Luwru, w języku fenickim (od prawej do lewej)

Inskrypcja fenicka brzmi (kierunek czytania od prawej do lewej; znaki w nawiasach [] oznaczają wypełnione braki):
| 𐤋𐤀𐤃𐤍𐤍𐤋𐤌𐤋𐤒𐤓𐤕𐤁𐤏𐤋𐤑𐤓𐤀𐤔𐤍𐤃𐤓  |
| 𐤏𐤁𐤃[𐤊]𐤏𐤁𐤃𐤀𐤎𐤓𐤅𐤀𐤇𐤉𐤀𐤎𐤓𐤔𐤌𐤓 |
| 𐤔𐤍𐤁𐤍𐤀𐤎𐤓𐤔𐤌𐤓𐤁𐤍𐤏𐤁𐤃𐤀𐤎𐤓𐤊𐤔𐤌𐤏 |
| 𐤒𐤋𐤌𐤉𐤁𐤓𐤊𐤌               |
Transkrypcja tekstu fenickiego (należy czytać od lewej do prawej, zostały dodane spacje):
lʾdnn lmlqrt bʿl ṣr ʾš ndr
ʿbd[k] ʿbdʾsr wʾḥy ʾsršmr
šn bn ʾsršmr bn ʿbdʾsr kšmʿ
qlm ybrkm
Tłumaczenie tekstu fenickiego na angielski:

 To our lord Melqart, Lord of Tyre, dedicated by

 your servant Abd’ Osir and his brother 'Osirshamar

 both sons of 'Osirshamar, son of Abd’ Osir, for he heard

 their voice, may he bless them.
W wolnym tłumaczeniu tekst ten może brzmieć:

 Naszemu panu Melqartowi, panu Tyru, poświęconemu przez

 waszego sługę Abd’ Osira i jego brata 'Osirszamara

 obu synów ‘Osirszamara, syna Abd’ Osira, bo usłyszał

 ich głos, niech im błogosławi.
Grecki napis jest następujący:
ΔΙΟΝΥΣΙΟΣΚΑΙΣΑΡΑΠΙΩΝΟΙ
ΣΑΡΑΠΙΩΝΟΣΤΥΡΙΟΙ
ΗΡΑΚΛΕΙΑΡΧΗΓΕΤΕΙ
Dodając późniejsze znaki diakrytyczne i wielkość liter oraz dodając spacje, tekst grecki brzmi:
Διονύσιος καὶ Σαραπίων οἱ
Σαραπίωνος Τύριοι
Ἡρακλεῖ ἀρχηγέτει
Transliteracja tekstu greckiego (wraz z akcentami):
Dionýsios kaì Sarapíōn hoi
Sarapíōnos Týrioi
Hērakleî archēgétei
Tłumaczenie z greckiego na angielski:

 Dionysios and Sarapion, the

 sons of Sarapion, Tyrenes,

 to Heracles the founder
Co można przełożyć jako:

 Dionizy i Sarapion,

 synowie Sarapiona, Tyreńczyka,

 dla Heraklesa założyciela.

## Odkrycie i publikacja

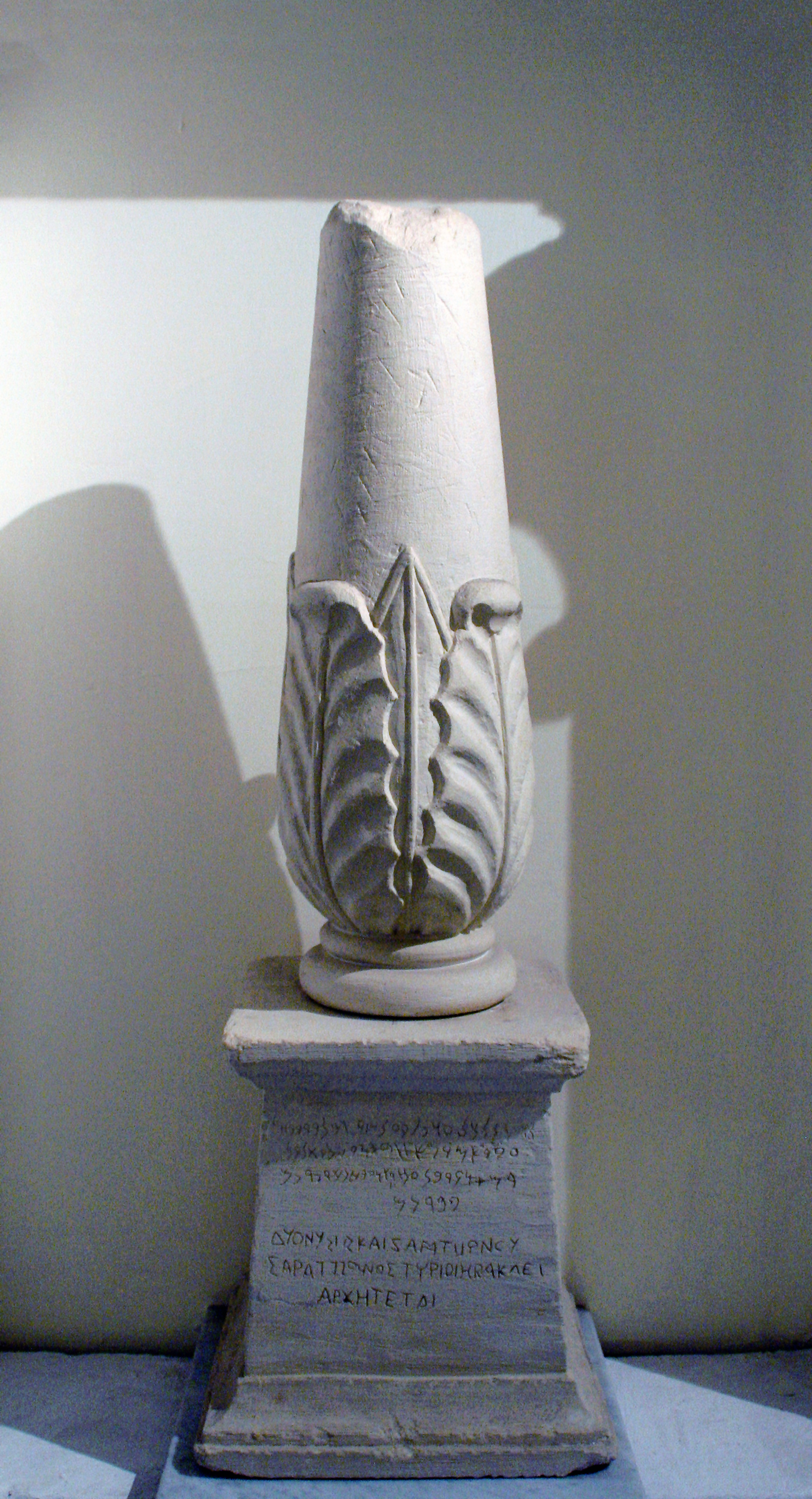
Kopia fenickiego cippusa w Ministerstwie Spraw Zagranicznych na Malcie

### Wstępna identyfikacja
W 1694 roku maltański canonicus Ignazio di Costanzo jako pierwszy ogłosił inskrypcję na cippi, którą uważał za sporządzoną w języku fenickim. Ta identyfikacja została oparta na tym, że „Fenicjanie” zostali odnotowani jako starożytni mieszkańcy Malty przez greckich pisarzy Tukidydesa i Diodorusa Siculusa. Costanzo zauważył te inskrypcje, które były częścią dwóch prawie identycznych wotywnych cippi przy wejściu do „Villa Abela” w Marsie, domu słynnego maltańskiego historyka Gian Franġiska Abeli . Di Costanzo natychmiast rozpoznał greckie inskrypcje i pomyślał, że pozostałe części zostały napisane w języku fenickim. Jednak maltański historyk Ciantar twierdził, że cippi zostały odkryte w 1732 roku i umieścił znalezisko w willi Abeli, która stała się muzeum powierzonym jezuitom. Sprzeczność w datach odkrycia jest dezorientująca, biorąc pod uwagę list di Costanzo z 1694 roku.
Ignazio Paternò Castello, książę Biscari, donosi o innej historii dotyczącej ich odkrycia. Paternò opisuje, jak dwa „świeczniki” były przechowywane w Bibliotheca po tym, jak zostały znalezione na wyspie Gozo. Paternò przypisuje odkrycie ks. Antonowi Marii Lupiemu, który odnalazł dwa wotywne cippi z inskrypcjami fenickimi porzucone w willi należącej do zakonu jezuitów na Gozo, łącząc je z cippi wspomnianymi przez Ciantara.
Kopie inskrypcji, wykonane przez Giovanniego Uvita w 1687 roku wysłano do mieszkającego w Weronie historyka sztuki, poety i komandora rycerskiego zakonu joannitów, Bartolomeo dal Pozzo. Były one następnie przekazane innemu kolekcjonerowi sztuki w Weronie, Francesco Sparaviero, który napisał tłumaczenie części greckiej.
W 1753 roku Abbé Guyot de Marne, również rycerz Zakonu Maltańskiego, ponownie opublikował tekst we włoskim czasopiśmie „Saggi di dissertazioni accademiche” z Etruscan Academy of Cortona, ale nie postawił hipotezy tłumaczenia. W 1741 roku francuski uczony Michel Fourmont podjął pierwszą próbę tłumaczenia i opublikował swoje założenia w tym samym czasopiśmie. Jednak żadne z nich nie doprowadziło do użytecznego tłumaczenia.

### Rozszyfrowanie pisma fenickiego
Krótszy tekst fenicki został transliterowany i przetłumaczony ponad dwadzieścia lat po publikacji Fourmonta przez Jean-Jacquesa Barthélemy’ego. Barthélemy, który wcześniej już przetłumaczył dialekt palmyreński, przedłożył swoją pracę w roku 1758.
Poprawnie zidentyfikował 16 z 17 różnych liter przedstawionych w tekście, ale nadal pomylił „Shin” z „He”. Barthélémy rozpoczął tłumaczenie pisma od przeczytania pierwszego słowa „lʾdnn” jako „naszemu panu”. Hipoteza, że Herakles korespondował z Melkartem, władcą Tyru, sprawiła, że Barthélemy wskazał więcej liter, podczas gdy imiona darczyńców, będących synami tego samego ojca w tekście greckim, umożliwiły wsteczne wprowadzenie imienia ojca w tekście fenickim.
W tabeli paleograficznej opublikowanej przez Barthélémy’ego brakowało liter „Tet” i „Pe”. Badanie inskrypcji fenickiej na podstawie cippusa w Luwrze można uznać za prawdziwy fundament studiów fenickich i punickich w czasach, gdy Fenicjanie i ich cywilizacja znani byli jedynie z języka greckiego lub tekstów biblijnych.

### Późniejsze prace

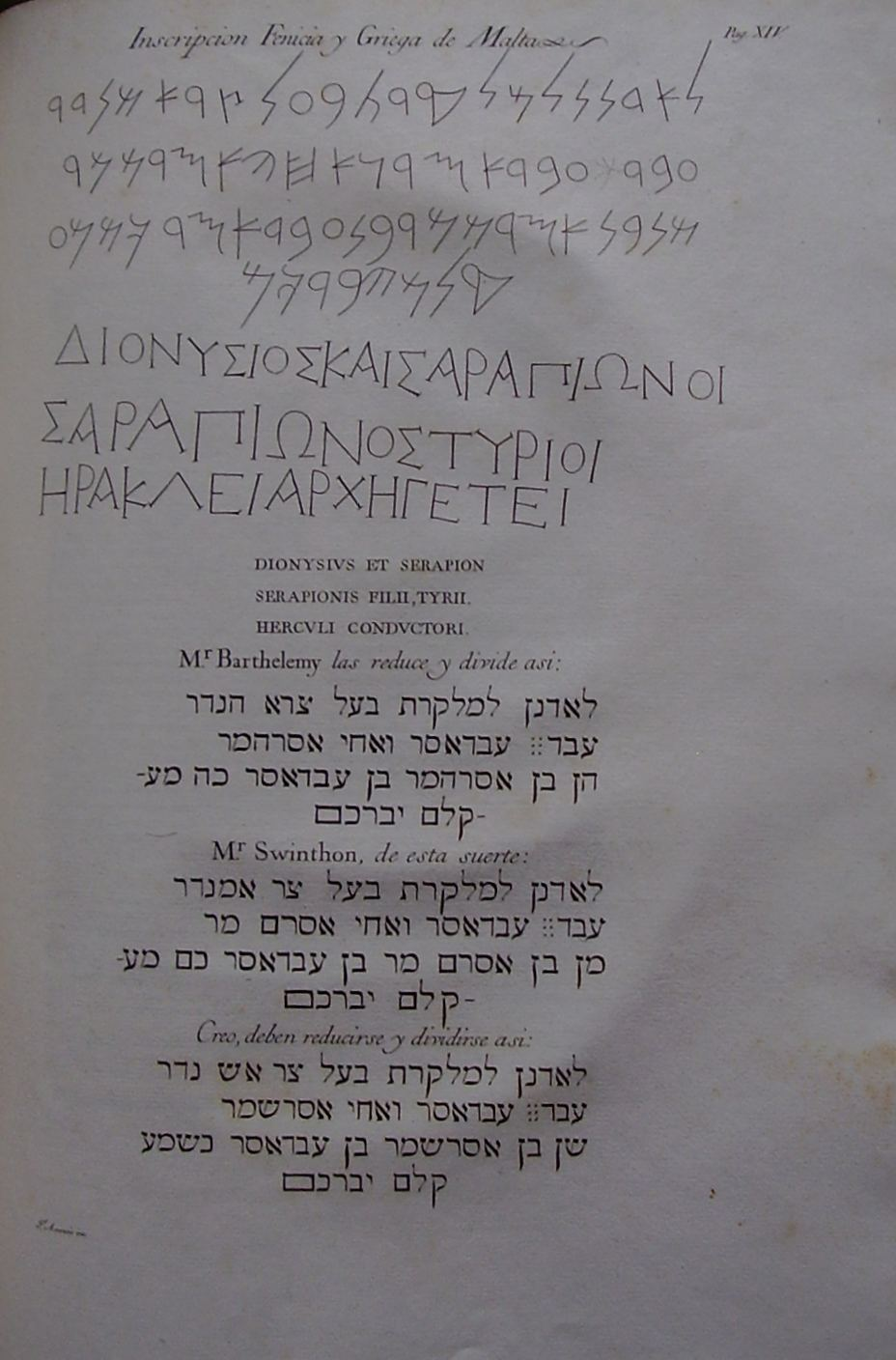
Napis w języku fenickim i greckim z książki wydrukowanej w 1772 roku przez Francisco Péreza Bayera. Późniejsze badania gramatyki fenickiej porównywały próbki pisma punickiego z tekstami hebrajskimi

Prace nad cippi koncentrowały się teraz na pełniejszym zrozumieniu gramatyki fenickiej, a także implikacjach odkrycia tekstów fenickich na Malcie. Johann Joachim Bellermann uważał, że język maltański jest dalekim potomkiem punickiego. Zostało to obalone przez Wilhelma Geseniusa, który podobnie jak Abela przed nim utrzymywał, że maltański jest dialektem arabskiego. Dalsze badania nad tekstem Melitensis prima podążały za rozwojem gramatyki fenickiej, porównując blisko próbki punickie z tekstami hebrajskimi. W 1772 roku Francisco Pérez Bayer opublikował książkę szczegółowo opisującą poprzednie próby zrozumienia tekstu, oraz przedstawił własną interpretację i tłumaczenie.
W 1782 roku Emmanuel de Rohan-Polduc, wielki mistrz Zakonu Maltańskiego, podarował jeden z cippi Ludwikowi XVI. Cippus został umieszczony w Académie des Inscriptions et des Belles Lettres, a następnie w latach 1792–1796 przeniesiony do Bibliothèque Mazarine. W roku 1864 orientalista Silvestre de Sacy zasugerował, że francuski cippus powinien zostać przeniesiony do Luwru.

## Idiomatyczne użycie i wpływ kulturowy
Termin „Rosetta stone of Malta” (maltański kamień z Rosetty) został idiomatycznie użyty do przedstawienia roli, jaką odegrały cippi w rozszyfrowaniu fenickiego alfabetu i języka. Same cippi stały się cennym symbolem Malty. Ich wizerunek pojawił się na maltańskich znaczkach pocztowych, a ręcznie wykonane modele artefaktów zostały podarowane wizytującym dygnitarzom.